# Arthur Jennings
Pour les articles homonymes, voir Jennings.

a Compétitions nationales et continentales officielles uniquement.

b Matchs officiels uniquement.
Arthur Jennings, né le 15 juin 1940 à Lautoka, est un joueur international néo-zélandais de rugby à XV et un homme politique fidjien.
Ses neveux George Jennings (en), Michael Jennings et Robert Jennings sont des joueurs internationaux de rugby à XIII.

## Biographie

### Jeunesse
Sa famille vient des Tonga, où son père travaille comme contremaître dans une scierie ; Arthur Jennings naît alors que ses parents sont en visite aux Fidji. Son grand-père paternel George Jennings vient d'Angleterre, et a épousé aux Tonga une femme d'ascendance tongienne et fidjienne.
Arthur Jennings a douze ans lorsque sa famille émigre en Nouvelle-Zélande. Scolarisé au Northcote College (en) à Auckland, il joue comme deuxième ligne pour l'équipe de rugby à XV de l'école. Il joue ensuite pour l'équipe de la province de Bay of Plenty, toujours en Nouvelle-Zélande. De 1962 à 1970, il joue quatre-vingt-neuf matchs pour cette équipe,.

### All Black
Haut de 1,93 m et pesant 95 kg, il est sélectionné comme deuxième ligne par les All Blacks pour sa tournée de 1967 au Canada, au Royaume-Uni et en France, et est alors le premier Fidjien à jouer pour les All Blacks, ainsi que le deuxième Tongien après Walter Batty (en). Il joue six matchs, dont un contre l'équipe B de la France au Stadium de Toulouse le 18 novembre, remporté 32 à 19 par les Néo-Zélandais. Il n'est toutefois sélectionné pour aucun test match, et ce sont ses seuls matchs en équipe nationale,,. Il est le joueur no 659 des All Blacks. En 1969 et 1970  il est le capitaine de l'équipe de Bay of Plenty lors de matchs contre les Tonga et les Fidji,.
Il quitte ensuite la Nouvelle-Zélande pour s'établir à Nadi, aux Fidji, et y travaille pour la Fédération fidjienne de rugby à XV. À la fin des années 1970, il est le sélectionneur de l'équipe des Fidji de rugby à XV.

### Politique aux Fidji
Entré en politique au Parti de la fédération nationale, parti de centre-gauche très majoritairement indo-fidjien, il se présente aux élections législatives fidjiennes de 1982 et remporte la circonscription Ouest réservée aux candidats dits « électeurs généraux », c'est-à-dire issus des petites minorités ethniques. Il est alors l'un des cinq seuls députés du parti à ne pas être indo-fidjiens. Début 1986, toutefois, il est l'un des quatre élus à quitter le parti pour siéger comme députés indépendants : avec Irene Jai Narayan, Satendra Nandan et Himmat Lodhia, il entend ainsi prendre ses distances avec l'impopulaire chef du parti, Siddiq Koya. Pour les élections de 1987, le parti forme une coalition électorale avec le Parti travailliste, et c'est le travailliste Chris Work qui est choisi comme candidat de la coalition pour la circonscription Ouest, marquant la fin de la brève carrière politique d'Arthur Jennings.
Il se consacre alors à nouveau au rugby, et en 1987 il sélectionne une équipe dite des « South Seas Barbarians » ou « Pacific Barbarians », constituée de joueurs fidjiens, tongiens et samoans, pour une tournée en Afrique du Sud. L'équipe joue treize matchs, dont deux test matchs contre une équipe officiellement appelée « South African Barbarians (en) » mais de fait l'équipe d'Afrique du Sud de rugby à XV, les Springboks. La tournée est controversée en raison de la politique d'apartheid en vigueur en Afrique du Sud, et n'est pas autorisée par l'International Rugby Football Board. Les Océaniens remportent dix matchs, mais perdent leurs deux test matchs, 30 à 56 le 10 octobre et 32 à 38 le 17 octobre,.
Arthur Jennings se présente aux élections législatives fidjiennes de 1999 dans la nouvelle circonscription ethnique Ouest-et-Centre comme candidat de l'éphémère Coalition des nationaux indépendants. Avec 20,5 % des voix, il est largement devancé par David Pickering, candidat du Parti général unifié et ministre sortant du Tourisme,.
Arthur Jennings est l'oncle des joueurs internationaux tongien, George Jennings (en) et Michael Jennings, et australien, Robert Jennings, de rugby à XIII,,.